# Molopopterus steeleae
Molopopterus steeleae är en insektsart som först beskrevs av Ross 1965.  Molopopterus steeleae ingår i släktet Molopopterus och familjen dvärgstritar. Inga underarter finns listade i Catalogue of Life.